# Ausa Gaztelu
Ausa Gaztelu es un monte de la sierra de Aralar, situado en la provincia española de Guipúzcoa.

## Descripción
El pico, que se eleva hasta los 901 metros de altitud, se encuentra a caballo entre las localidades guipuzcoanas de Zaldivia y Abalcisqueta. Debe su nombre a un antiguo castillo perteneciente a la casa de Ausa del que apenas quedan unas ruinas. Aparece descrito en el decimosexto y último volumen del Diccionario geográfico-estadístico-histórico de España y sus posesiones de Ultramar de Pascual Madoz, en la entrada referente a Zaldivia, con las siguientes palabras:

á la dist. de una hora de la v. se ve un peñon llamado Ansoco gaztelu, con murallas dominando toda la prov.; el cual debió ser en la antigüedad una fortificación bien construida.
(Madoz, 1850, p. 451)